# Dangtu
Dangtu  (chiń. upr. 当涂县; chiń. trad. 當涂縣; pinyin Dāngtú Xiàn) – powiat w południowo-wschodniej części prefektury miejskiej Ma’anshan w prowincji Anhui w Chińskiej Republice Ludowej. Liczba mieszkańców powiatu, w 2010 roku, wynosiła 624 771.
We wrześniu 2012, decyzją Rady Państwa, część terenów powiatu Dangtu posłużyła do utworzenia dzielnicy Bowang.